# Lionel Trilling
Lionel Trilling (Nueva York, 4 de julio de 1905 – 5 de noviembre de 1975) fue un crítico literario, autor y profesor estadounidense. 

## Trayectoria
Hijo de una familia judía neoyorkina, Lionel Trilling se educó en la Universidad de Columbia, donde fue contemporáneo de Meyer Schapiro, Jacques Barzun, Clifton Fadiman y Whittaker Chambers. Obtuvo el Bachellor of Arts en 1925 y el M.A. en 1926. Logró su tesis doctoral en 1938. 
Trilling empezó dando clases en Columbia en 1932, donde obtuvo la cátedra en 1948. Sus artículos y conferencias destacaron por su claridad y profundidad; y el Times londinense lo destacó pronto como uno de los más destacados intérpretes literarios de habla inglesa. Influyó mucho en su Universidad y marcó a varias generaciones de estudiantes; entre sus muchos alumnos, fue mentor del conservador Norman Podhoretz, pero Trilling, crítico matizado de la llamada 'New Left' no se abrazó a los neoconservadores. 
Lionel Trilling fue uno de los miembros del grupo conocido como The New York Intellectuals, llegando a ser uno de los críticos más reconocidos de su tiempo. Tuvo gran eco su introducción a la edición de 1952 de la obra de George Orwell, Homage to Catalonia, pero ese no es su mejor retrato. También contribuyó de manera regular a la Partisan Review y fundó con John Crowe Ransom la Kenyon Review.
Su más famosa colección de ensayos fue The Liberal Imagination, de 1950, siendo destacables asimismo The Moral Obligation to Be Intelligent, y The Opposing Self. También fue autor de Sincerity and Authenticity, donde exploró acerca de la moralidad en la época de la post-Ilustración en la civilización occidental, así como Beyond Culture, de 1966, sobre la noción de Modernidad. 
Su única novela, The Middle of the Journey se publicó en 1947; refleja la reconsideración del progresismo menos matizado por parte de una generación de intelectuales (la suya), a través de una figura, John Laskell, que acaba de salir de una enfermedad: era la transición tras la Segunda Guerra de una brillantísma hornada de intelectuales estadounidenses.

## Obras destacadas
- The Middle of the Journey (1947). Tr.: A la mitad del camino, Barcelona, Seix-Barral, 1958.
- The Opposing Self. Tr.: El yo antagónico, Madrid, Taurus, 1974.
- The Liberal Imagination (1950). Tr.: La imaginación liberal, Barcelona, Página Indómita, 2023.
- Beyond Culture (1966). Tr.: Más allá de la cultura, Barcelona, Lumen, 1968.
- Sincerity and Authenticity
- The Moral Obligation to Be Intelligent

Ediciones en español
- La imaginación liberal: ensayos sobre literatura y sociedad. Página Indómita. 2023. ISBN 978-84-126489-2-8.
- Más allá de la cultura y otros ensayos. Editorial Lumen. 1969. ISBN 978-84-264-1046-7.
- A la mitad del camino. Editorial Seix Barral. 1958. ISBN 978-84-322-0028-1.
- El yo antagónico. Taurus. 1974. ISBN 978-84-306-2072-2.